# 1972 في المملكة المتحدة
فيما يلي قوائم الأحداث التي وقعت خلال عام 1972 في المملكة المتحدة.

## أحداث
- 18 يونيو – الخطوط الجوية البريطانية الأوروبية الرحلة 548

## سياسة

### تعيين في المنصب
- 19 أبريل – جيمس كالاهان وزير ظل الدولة للخارجية [الإنجليزية]‏.

### انتهاء فترة المنصب
- 30 مارس – أوستن كوري عضو برلمان أيرلندا الشمالية.
- 30 مارس – جون هيوم عضو برلمان أيرلندا الشمالية.
- 10 أبريل – روي جنكينز وزير ظل الدولة الخزانة [الإنجليزية]‏.
- 19 أبريل – جيمس كالاهان وزير الظل للدولة للعمالة [الإنجليزية]‏.

## رياضة
- 1 يناير – بطولة ويمبلدون 1972
- 1 يناير – جائزة بريطانيا الكبرى 1972 الفائز إيمرسون فيتيبالدي.

## ظهور
- 1 يناير – ذاكرة الأفيال رواية من تأليف أجاثا كريستي.

## أفلام
من الأفلام التي صدرت هذه السنة في المملكة المتحدة:
- 1 يناير – جزيرة الكنز من إخراج جون هوف، Antonio Margheriti [الإنجليزية]‏، أندريا بيانكي.
- 1 أكتوبر – قطار الرعب من إخراج يوجينيو مارتين.
- 17 ديسمبر – رحلات مع عمتي من إخراج جورج كوكور.
- 19 ديسمبر – برتقالة آلية من إخراج ستانلي كوبريك.

## برامج ومسلسلات وأنمي
- جيش الآباء

## كتب
من الكتب التي صدرت هذه السنة في المملكة المتحدة:
- 1 يناير – انتقام العدالة من تأليف أجاثا كريستي.
- 1 يناير – ذاكرة الأفيال من تأليف أجاثا كريستي.
- 1 يناير – متعة الجنس من تأليف أليكس كومفورت.

## مواليد

### يناير
- 1 يناير – توبي جارد مصمم من المملكة المتحدة.
- 1 يناير – راج باتل
- 5 يناير – دينيسي وليامز لاعب كرة قدم من المملكة المتحدة.
- 6 يناير – بول كوكس لاعب ومدرب كرة قدم إنجليزي.
- 8 يناير – بول كليمنت
- 15 يناير – ستيف ماك موسيقي بريطاني.
- 15 يناير – كلوديا وينكلمان
- 23 يناير – إوين بريمنر ممثل إنجليزي.
- 23 يناير – ليزا سنودون

### فبراير
- 7 فبراير – ستيف كوك لاعبة خماسي حديث من المملكة المتحدة.
- 9 فبراير – دارين فيرغسون
- 11 فبراير – ستيف ماكمانامان لاعب كرة قدم إنجليزي.
- 16 فبراير – باري ويلسون
- 19 فبراير – مالكي ماكي لاعب ومدرب كرة قدم اسكتلندي.
- 29 فبراير – مايك بوليت لاعب كرة قدم إنجليزي.

### مارس
- 3 مارس – دارين اندرتون لاعب كرة قدم إنجليزي.
- 15 مارس – غلين كاتلي ملاكم من المملكة المتحدة.
- 16 مارس – أندرو فوستر لاعب كرة مضرب بريطاني.
- 24 مارس – غرانت جونسون لاعب كرة قدم اسكتلندي.
- 25 مارس – فيل أودونيل لاعب كرة قدم اسكتلندي.
- 25 مارس – كريس ووكر متسابق دراجات نارية من المملكة المتحدة.
- 28 مارس – نيك فروست ممثل بريطاني.

### أبريل
- 3 أبريل – كاثيرين مككورماك ممثلة بريطانية.
- 7 أبريل – تيموثي بيك
- 16 أبريل – جون ماكغينس متسابق دراجات نارية من المملكة المتحدة.
- 17 أبريل – باري هايليز لاعب كرة قدم جامايكي.
- 17 أبريل – هاري دامي
- 24 أبريل – روبرت دوغلاس لاعب كرة قدم اسكتلندي.

### مايو
- 1 مايو – كلينتون وودز ملاكم من المملكة المتحدة.
- 24 مايو – سام هاوسر
- 31 مايو – ارشي بنجابي ممثلة بريطانية.

### يونيو
- 2 يونيو – وينتورث ميلر
- 8 يونيو – أليس مارتينو
- 20 يونيو – كريغ تومسون حكم كرة قدم من المملكة المتحدة.

### يوليو
- 3 يوليو – بول هول لاعب كرة قدم جمايكي.
- 12 يوليو – جيك وود ممثل إنجليزي.
- 16 يوليو – ستيف جنكينز
- 17 يوليو – أندي ويتفيلد
- 26 يوليو – مارك ريتشاردسون رياضي بريطاني.

### أغسطس
- 6 أغسطس – جيري هالويل
- 8 أغسطس – ستيفن تويد لاعب كرة قدم اسكتلندي.
- 22 أغسطس – ستيف بلاتر متسابق دراجات نارية من المملكة المتحدة.
- 25 أغسطس – جو رايت مخرج أفلام بريطاني.

### سبتمبر
- 6 سبتمبر – إدريس إلبا
- 6 سبتمبر – تشاينا ميفيل كاتب إنجليزي.
- 7 سبتمبر – دون ريدال صحفي بريطاني.
- 18 سبتمبر – ديفيد جيفريز متسابق دراجات نارية من المملكة المتحدة.
- 21 سبتمبر – ليام غلاغير
- 29 سبتمبر – روبرت ويب

### أكتوبر
- 1 أكتوبر – توم هوبر
- 5 أكتوبر – إيفي سوجي لاعب كرة قدم نيجيري.
- 22 أكتوبر – سافرون بوروز
- 26 أكتوبر – روبرت ويات
- 27 أكتوبر – لي كلارك لاعب ومدرب كرة قدم إنجليزي.

### نوفمبر
- 1 نوفمبر – بول ديكوف
- 3 نوفمبر – أوغو إيهوغو لاعب كرة قدم إنجليزي.
- 4 نوفمبر – كولين ليتل لاعب كرة قدم بريطاني.
- 6 نوفمبر – ثاندي نيوتن
- 7 نوفمبر – ماركوس ستيوارت لاعب كرة قدم بريطاني.
- 15 نوفمبر – جوني لي ميلر ممثل إنجليزي.

### ديسمبر
- 21 ديسمبر – كولن ماكنيل ملاكم من المملكة المتحدة.
- 24 ديسمبر – مارك إدورثي لاعب كرة قدم إنجليزي.
- 29 ديسمبر – جود لو ممثل إنجليزي.

## وفيات

### يناير
- 1 يناير – إيرني ميلز (مواليد 1913) درّاج طريق من المملكة المتحدة.
- 1 يناير – ديانا مارغريت نابر (مواليد 1930) عالمة نبات من المملكة المتحدة.
- 17 يناير – ستان ديفيز (مواليد 1898) لاعب كرة قدم ويلزي.

### فبراير
- 17 فبراير – جاك الديرسون (مواليد 1891) لاعب كرة قدم إنجليزي.

### مارس
- 9 مارس – باسل أوكونور (مواليد 1892)
- 25 مارس – فرانك لودلو (مواليد 1885)
- 31 مارس – آرثر يوحنا (مواليد 1898)

### أبريل
- 30 أبريل – جيا سكالا (مواليد 1934)

### مايو
- 10 مايو – جيرالدين بيميش (مواليد 1885) لاعبة كرة مضرب من المملكة المتحدة.
- 13 مايو – أغنيس توكي (مواليد 1877) لاعبة كرة مضرب من المملكة المتحدة.
- 17 مايو – غوردون لوي (مواليد 1884) لاعب كرة مضرب من المملكة المتحدة.
- 28 مايو – إدوارد الثامن ملك المملكة المتحدة (مواليد 1894) عسكري من المملكة المتحدة.

### يونيو
- 19 يونيو – إليزابيث سكوت (مواليد 1898) مهندسة معمارية بريطانية.

### أغسطس
- 7 أغسطس – أرتي بيل (مواليد 1914) متسابق دراجات نارية أيرلندي.
- 23 أغسطس – إسرائيل سييف (مواليد 1889)
- 28 أغسطس – وليام أمير جلوستر (مواليد 1941) دبلوماسي من المملكة المتحدة.

### سبتمبر
- 2 سبتمبر – جون هتشنسون (مواليد 1884)

### أكتوبر
- 23 أكتوبر – ديف سيموندز (مواليد 1939) متسابق دراجات نارية من المملكة المتحدة.

### نوفمبر
- 5 نوفمبر – ريجنالد أوين (مواليد 1887) ممثل بريطاني.
- 27 نوفمبر – هنري وايت (مواليد 1895) لاعب كرة قدم إنجليزي.